# Província ultramarina de Guinea
La província ultramarina de Guinea fou una colònia portuguesa amb rang de província i funcionament de colònia que va existir entre 1951 i 1974.
El 1952 Amílcar Cabral, un dels pocs universitaris guineans, va retornar a Guinea i el 1953 va fer el primer cens agrícola. El 1954 va fundar un club de esports i lleure que aviat fou tancat per encobrir activitats anticolonials. Cabral fou exiliat a Angola. El 19 de setembre de 1956 va fundar el Partit Africà de la Independència (PAI) que després esdevindrà el Partit Africà per la Independència de Guinea i Cap Verd (PAIGC); també va participar en la fundació del Moviment Popular per a l'Alliberament d'Angola (MPLA). El 6 de març de 1957 la Costa d'Or va esdevenir independent com a Ghana sent la primera colònia de l'Àfrica subsahariana a aconseguir-ho. El 1958 José Ferreira Lacerda va fundar el Movimento da Libertaçao da Guiné i el gener de 1959 es va formar a Tunis una lliga anomenada FRAIN (Front Revolucionari Africà per la Independència Nacional de les Colònies Portugueses) que lligava de moment al PAIGC i al MPLA i que el 1961 va esdevenir el CONCP (Conferència d'Organitzacions Nacionalistes de les Colònies Portugueses). El 1959 es va formar a Dakar el Moviment d'Alliberament de Guinea i Cap Verd (MLGCV), una coalició de partits nacionalistes entre els quals el PAI. El 3 d'agost de 1959 una vaga va ser reprimida amb 50 morts (la massacre de Pindjiguiti); això va fer decidir al PAIGC a passar a la lluita armada. eL 1961 el PAI i el MLGCV es van fusionar en el Front Unit d'Alliberament de Guinea i les illes del Cap Verd (FULGPICV) que va esdevenir poc després el PAIGC. L'agost de 1961 la seva branca armada, el Front de Lluita per la Independència Nacional de Guinea, va fer la primera acció armada a Susanna i São Domingos si bé formalment la lluita armada va començar el 23 gener de 1963 amb l'atac a la guarnició de Tite. El 16 de novembre de 1964 es van formar les Forces Armades Revolucionaries del Poble (FARP). Els combats seran constants. El 15 de febrer de 1969 els guerrillers es van apoderar de la guarnició portuguesa de Madina do Boé, el darrer reducte portuguès de la regió oriental.
El 22 de novembre de 1970 els portuguesos van fer una incursió a Conakry on van destruir material militar, principalment del PAIGC, i van alliberar els soldats portuguesos presoners allí; però Cabral no va poder ser atrapat i el règim de Sekou Touré va sobreviure. El 13 d'abril de 1972 el PAIGC fou reconegut com a únic i legitim representant del poble de Guinea. El 20 de gener de 1973 Cabral fou assassinat a Conakry. El març de 1973 la Unió Soviètica va facilitar míssils strela al PAIGC que en poc temps va abatre uns 20 avions portuguesos posant final a la superioritat militar aèria colonial. Entre el 18 i el 22 de juliol de 1973 es va fer a Madina do Boé el II Congrés del PAIGC que va designar com a mou líder a Aristides Pereira. El 23 i 24 de setembre es va reunir a Madina do Boé l'Assemblea Nacional Popular que s'havia elegit en els primers mesos de l'any; el segon dia es va proclamar de manera unilateral la independència de Guinea com "Estat de Guinea-Bissau". El governador colonial António de Spínola, fou cridat a Lisboa; el 19 de novembre Guinea fou admesa a la OUA. Fou reconeguda per diversos països entre els quals els països socialistes i Xina.
El 25 d'abril de 1974 el cop d'estat del joves oficials organitzats en el MFA (Moviment de les Forces Armades) va enderrocar al govern de l'"Estado Novo". Els militars van alliberar els presoners i les negociacions entre el nou govern i els nacionalistes foren ràpides. El 6 de juny de 1974 el PAIGC va guanyar el referèndum de independència de Cap Verd. El 22 d'agost Lisboa va acceptar reconèixer la independència de Guinea i el 26 d'agost el dret d'autodeterminació del Cap Verd. El 10 de setembre següent Portugal va reconèixer la independència de Guinea i 7 dies després entrava a l'ONU; el 22 de setembre els primers tres mil soldats portuguesos van retornar a Portugal, i els darrers van sortir el 15 d'octubre. El 19 d'octubre Luís Cabral i Aristides Pereira van arribar a Bissau des de Madina do Boé.

## Governadors
- 1951 - 1953 Raimundo António Rodrigues Serrão (abans de 1951, governador colonial)
- 1953 – 1954 Fernando Pimentel
- 1954 - 1956 Diogo António José Leite Pereira de Melo e Alvim
- 1956 - 1957 Álvaro Rodrigues da Silva Tavares
- 1957 – 1958 Abel de Castro Roque (interí)
- 1958 - 1962 António Augusto Peixoto Correia
- 1962 - 1964 Vasco António Martins Rodrigues
- 1964 - 1968 Arnaldo Schulz
- 1968 - 1973 António Sebastião Ribeiro de Spínola
- 1973 - 1974 José Manuel Bettencourt Rodrigues
- 1974 António Eduardo Mateus da Silva
- 1974 São Gouveia
- 1974 Carlos Alberto Idães Soares Fabião (delegat del govern de la Junta de Salvació Nacional)